# 小林誠 (政治学者)
小林 誠（こばやし まこと、1960年11月20日 - ）は、日本の政治学者。専門は、国際政治学。
愛知県生まれ。東京大学法学部卒業後、同大学大学院法学政治学研究科およびメキシコ大学院大学で学ぶ。立命館大学国際関係学部専任講師・助教授・教授、横浜市立大学国際総合科学部教授（6か月）を経て、現在お茶の水女子大学人間文化創成科学研究科教授。

## 著書

### 共編著
- （関下稔・山形英郎・南野泰義・森岡真史）『プロブレマティーク国際関係』（東信堂, 1996年）
- （遠藤誠治）『グローバル・ポリティクス――世界の再構造化と新しい政治学』（有信堂, 2000年）
- （関下稔）『統合と分離の国際政治経済学――グローバリゼーションの現代的位相』（ナカニシヤ出版, 2004年）

### 訳書
- ロバート・コヘイン『覇権後の国際政治経済学』（晃洋書房, 1998年）
- ヴッパタール研究所編『地球が生き残るための条件』（家の光協会, 2002年）
- デイヴィッド・ヘルド『デモクラシーと世界秩序――地球市民の政治学』（NTT出版, 2002年）

## 論文

### 雑誌論文
- 「キューバの従属的発展とアメリカ合衆国のヘゲモニー――バティスタ独裁政権（1952-58）の一考察」『國家學會雑誌』102巻9・10号（1989年）
- 「国際関係学の葬送のために（上・下）」『立命館国際研究』8巻3号/8巻4号（1995-1996年）
- 「現代国際理論の問題構成――旅程1：国際社会から世界社会へ」『立命館国際研究』9巻4号（1997年）
- 「アンティリアリズムのパワー・サイト――国際政治における国家と社会」『国際法外交雑誌』97巻6号（1999年）
- 「システム特性としてのグローバル・テロリズム――柔らかい恐怖について」『現代思想』31巻3号（2003年）
- 「ポストナショナルな世界配置について――イラク戦争後の帝国と国家」『アソシエ』15号（2005年）
- 「人道的介入のスタンダード――国際関係の倫理化と『国際共同体』の言説」『アソシエ』16号（2005年）

### 単行本所収論文
- 「ナショナルプロジェクトとしての開発――その終焉のために」片岡幸彦編『人類・開発・NGO――「脱開発」は私たちの未来を描けるか』（新評論, 1997年）
- 「グローバリゼーションと政治変容――加速し広域化する権力」片岡幸彦編『地球村の思想――グローバリゼーションから真の世界化へ』（新評論, 2001年）
- 「外交政策の再構築」進藤榮一編『公共政策への招待』（日本経済評論社, 2003年）
- 「終焉のイニシアティヴ――『東北アジア地域冷戦』の呪縛を超えて」徐勝・松野周治・夏剛編『東北アジア時代への提言――戦争の危機から平和構築へ』（平凡社, 2003年）
- 「拡散する暴力、転移する権力――『人間の安全保障』の臨界点」佐藤誠・安藤次男編『人間の安全保障――世界危機への挑戦』（東信堂, 2004年）
- 「自衛のための戦争、人道のための戦争」安藤次男・奥田宏司・原毅彦・本名純編『ニューフロンティア国際関係』（東信堂, 2006年）
- 「グローバリゼーションと国際政治――権力の領域化と脱領域化」大久保史郎編『講座人間の安全保障と国際組織犯罪（1）グローバリゼーションと人間の安全保障』（日本評論社, 2007年）
- 「ハードな戦争とソフトな戦争――グローバリゼーションの中の日本外交」進藤榮一・水戸考道編『戦後日本政治と平和外交――21世紀アジア共生時代の視座』（法律文化社, 2007年）